# Щербаков Ігор Сергійович
І́гор Сергі́йович Щербако́в (нар. 20 вересня 1988 р., Тульчин, Вінницька область, УРСР) — український військовий фармацевт, полковник медичної служби, учасник російсько-української війни.

## Життєпису
Ігор Сергійович народився 20 вересня 1988 року в Тульчині Вінницької області у родині інженера будівельника.
З 1995 по 2005 навчався в Тульчинській загальноосвітній школі № 3 яку закінчив із золотою медаллю.
У 2010 році завершив фармацевтичний факультет Вінницького медичний університет та здобув кваліфікацію «спеціаліста фармації».
У 2012 році завершив Українську військово-медичну академію за спеціальністю «Фармація» та здобув кваліфікацію магістра фармації, офіцера військового управління тактичного рівня. Водночас займався спортом.
Після академії був скерований для проходження подальшої служби до Центрального медичного складу Міністерство оборони України, де здобув військовий досвід на різних посадах від начальника групи зберігання до заступника начальника складу.
У 2014 році тимчасово виконував обов'язки начальника Центрального  медичного складу Міністерства оборони України.
З 2016 по 2018 проходив службу на штабних посадах у частинах і підрозділах Міністерства оборони України.
У 2017 році перебував у районі проведення  Антитерористичної операції, де проходив службу офіцером з медичного постачання ОТУ «Маріуполь» де організовував медичне постачання військових частин та військових мобільних госпіталів на Донецькому напрямку.
Восени 2017 року брав участь у ліквідації ОТУ «Донецьк» та реорганізації ОТУ «Маріуполь». Налагоджував забезпечення медичним майном та технікою військових частин у Донецької області.
У 2018 році проходив службу у Військово-медичному центрі Об'єднаного оперативного штабу ЗСУ.
Брав участь у переформатуванні Антитерористичної операції (АТО) у Операцію об'єднаних сил.
У серпні 2018 року у військовому званні майора медичної служби був звільнений в запас з правом носіння військової форми.
Після звільнення в запас працював у вітчизняних фармацевтичних та логістичних компаніях.
У лютому 2022 повернення до лав армії.
З початку повномасштабного вторгнення
Обіймав посаду заступника начальника 149 Центру формування та брав участь у формуванні автосанітарної роти.
Періодично працює  в районі виконання бойових завдань з метою покращення організації медичного забезпечення, постачання військових частин та підрозділів.
З липня 2022 року заступник начальника медичної служби Командування ТРО ЗСУ.
У 2023 році закінчив Національний університет оборони України  де здобув кваліфікацію офіцера військового управління оперативного рівня.
Неодноразово приїздив в район виконання бойових завдань з метою організації медичного забезпечення, постачання військових частин та підрозділів.

## Громадська діяльність
- Член Правління Громадської ради при Мін Ветеранів та координатор експертної групи з питань медичної, фізичної реабілітації та психосоціальної адаптації Громадської ради.[1]
- Член громадської організації «СУВІАТО» — Спілка Учасників, Ветеранів, Інвалідів АТО та бойових дій[2]

## Військові звання
- Капітан медичної служби — 2015 р.
- Майор медичної служби — 2018 р.
- Підполковник медичної служби — 2022 р.
- Полковник медичної служби  - 2024 р.

## Нагороди та відзнаки
- Відзнака МО України нагрудний знак «За зразкову службу» — 2015 р.
- Нагрудний знак «Учасник АТО» — 2017 р.
- Нагрудний знак «Ветеран війни — учасник бойових дій» — 2019 р.
- Відзнака Президента України «За участь в антитерористичній операції» — 2019
- Відзнака МО України нагрудний знак «За військову доблесть» — 2022 р.
- Інші відомчі нагороди та відзнаки.

## Війна
- Війна на сході України (з 2014)
- Російське вторгнення в Україну (з 2022)

## Особисте життя
Одружений, виховує сина та доньку.